# Північ штату Санта-Катарина (мезорегіон)
Північ штату Санта-Катарина (порт. Mesorregião do Norte Catarinense) — адміністративно-статистичний мезорегіон у Бразилії, входить у штат Санта-Катарина. Населення становить 1 165 тис. осіб на 2006 рік. Займає площу 15 937,767 км². Густота населення — 73,2 ос./км².

## Склад мезорегіону
У мезорегіон входять наступні мікрорегіони:
1. Каноїньяс
2. Жоїнвіллі
3. Мафра
4. Сан-Бенту-ду-Сул

| Бразилія | Це незавершена стаття з географії Бразилії. Ви можете допомогти проєкту, виправивши або дописавши її. |